# Минаев (Ростовская область)
Мина́ев — хутор в Дубовском районе Ростовской области.
Входит в состав Вербовологовского сельского поселения.

## Население
| 1926 | 2002 |
| ---- | ---- |
| 360  | 124  |

| 1989 | 2002 | 2010 |
| ---- | ---- | ---- |
| 175  | ↘123 | ↗128 |

## Улицы
На хуторе имеются две улицы: Степная и Чабанская.